# Москоу (Пенсилванија)
Москоу (енгл. Moscow) град је у америчкој савезној држави Пенсилванија.

## Демографија
По попису из 2010. године број становника је 2.026, што је 143 (7,6%) становника више него 2000. године.
| Група             | 2000.         | 2010.         |
| Белци             | 1.855 (98,5%) | 1.957 (96,6%) |
| Афроамериканци    | 6 (0,3%)      | 7 (0,3%)      |
| Азијати           | 9 (0,5%)      | 18 (0,9%)     |
| Хиспаноамериканци | 11 (0,6%)     | 34 (1,7%)     |
| Укупно            | 1.883         | 2.026         |